# Organizarea administrativă a Serbiei

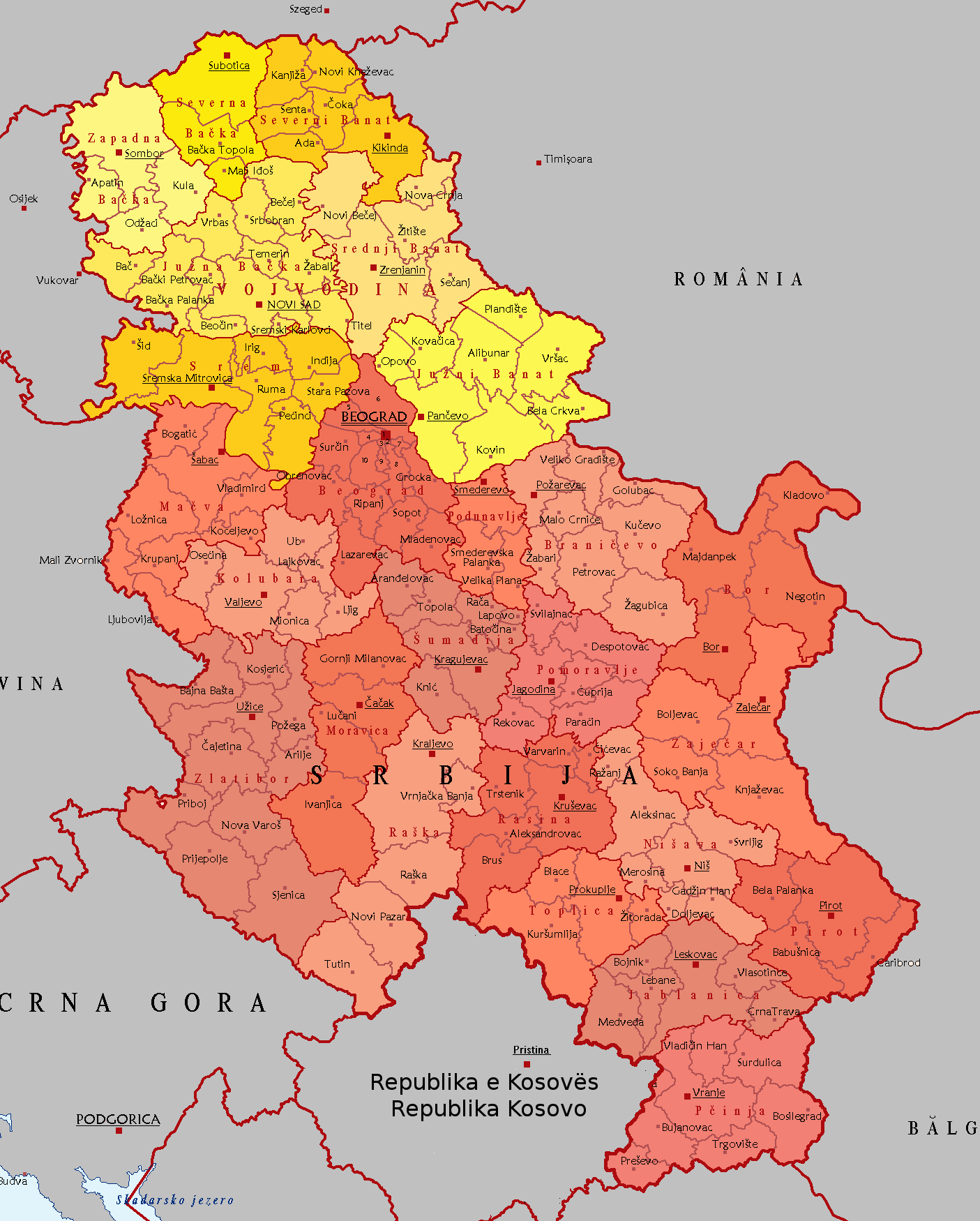
Harta administrativă a Serbiei

Serbia este un stat unitar, organizat din punct de vedere administrativ în 2 provincii autonome, 29 de districte, 24 de orașe și 150 de comune. Kosovo, de facto este independent, iar de iure se află sub controlul Națiunilor Unite, făcând parte din teritoriul național al Serbiei.

## Provinciile autonome
Serbia are două provincii autonome: Voivodina în nord (cu 39 de comune și 6 orașe) și Kosovo și Metohia în sud (cu 28 de comune și un oraș). Provincia autonomă Kosovo și Metohia (sau Kosovo pe scurt) a fost transferată în administrația UNMIK din iunie 1999. În februarie 2008, Guvernul din Kosovo și-a declarat independența, care a fost recunoscută de 108 țări (inclusiv de majoritatea țărilor din Uniunea Europeană și SUA) dar nu a fost recunoscută de Serbia sau de ONU.
Provincia Voivodina își are propriul parlament și guvern și se bucură de o autonomie în anumite domenii, cum ar fi infrastructura, știința, educația și cultura.

Regiunile statistice ale Serbiei

Regiunea dintre Voivodina și Kosovo a fost numită Serbia Centrală până în 2009. Serbia Centrală nu era o diviziune administrativă (spre deosebire de provinciile autonome) și nu avea o autoritate regională. În 2009-2010, teritoriul Serbiei Centrale a fost divizat în 3 regiuni statistice și împreună cu cele două provincii autonome formează cinci regiuni statistice.

## Regiunile statistice
În 2009, Adunarea Națională a Serbiei a adoptat Legea Dezvoltării Teritoriale Egale prin care au fost formate 7 regiuni statistice pe întreg teritoriul Serbiei. Legea a fost amendată pe 7 aprilie 2010, fiind redus numărul regiunilor de la șapte la cinci. Serbia de Est a fost unită cu Serbia de Sud, iar Šumadija a fost unită cu Serbia de Vest.
Cele cinci regiuni statistice actuale ale Serbiei sunt:
- Vojvodina
- Belgrad
- Šumadija și Serbia de Vest
- Serbia de Sud și de Est
- Kosovo și Metohia

## Orașe, comune și districte

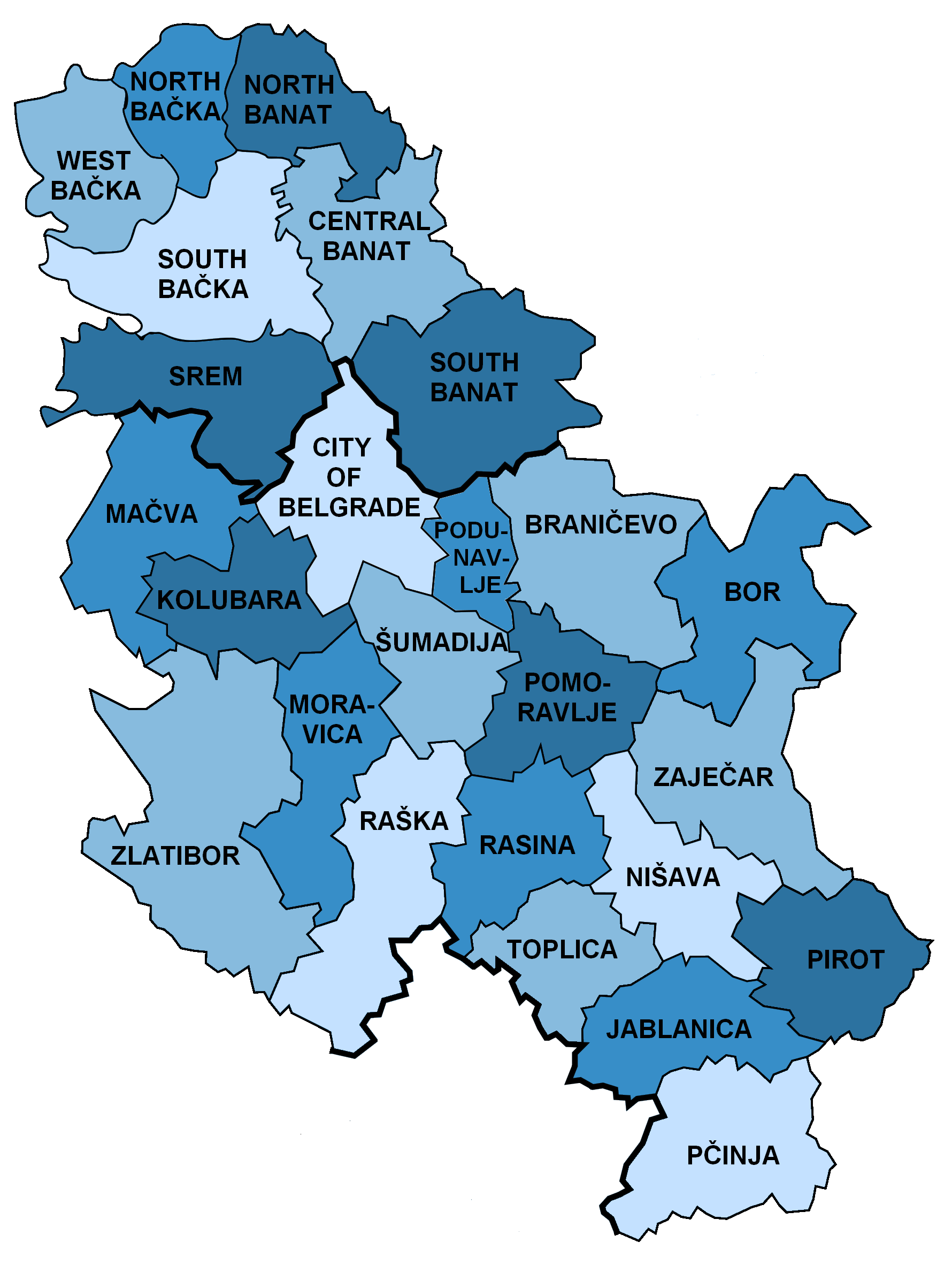
Districtele Serbiei

Serbia este împărțită în 24 de orașe și 150 de comune, care formează unitatea de bază a administrației locale.

### Comunele
Comuna (општина, opština; plural: општине, opštine) reprezintă unitatea de bază în auto-guvernarea locală din Serbia. Fiecare comună are un consiliu (ales o dată la 4 ani în alegerile locale) și un președinte de comună. De regulă comunele au peste 10.000 de locuitori.
Comunele sunt formate din unul sau mai multe sate. Orașele mari pot fi împărțite în mai multe comune.

### Orașele
Orașele sunt un alt tip de unitate de auto-guvernare locală din Serbia. Localitățile cu statut de "oraș" de obicei au peste 100.000 de locuitori. În Serbia sunt 24 de orașe, fiecare având un consiliu și gestionându-și singur bugetul. Doar orașele au primari, deși uzual și președinții de comune sunt numiți "primari". 
Orașele pot fi împărțite în "comune urbane". Cinci orașe, Belgrad, Novi Sad, Niš, Požarevac și Kragujevac cuprind câteva comune, divizate în zone urbane și zone suburbane.

### Districtele
Comunele și orașele sunt grupate în entități mai mari, denumite districte, care sunt centre regionale ale autorităților statului, dar nu au consilii; ele sunt diviziuni pur administrative și găzduiesc diferite instituții ale statului. Districtele nu sunt definite prin Legea Organizării Teritoriale, dar sunt organizate prin Hotărârea Guvernului din 29 ianuarie 1992.
Serbia este împărțită în 29 de districte (7 în Voivodina, 5 în Kosovo și 17 în restul țării), în timp ce orașul Belgrad formează de sine-stătător un district.

## Subdiviziunile din Kosovo
Deși legislația Serbiei tratează provincia Kosovo ca pe oricare altă parte a Serbiei și o divide în 5 districte, 28 de comune și un oraș, administrația UNMIK a adoptat o nouă organizare teritorială pentru Kosovo în anul 2000. Aceasta nu a fost recunoscută de Serbia, dar este recunoscută de auto-proclamata Republica Kosovo. Conform noii subdivizări, Kosovo este împărțit în 7 (noi) districte și 37 de comune (au fost create 8 comune noi: Mališevo, Elez Han, Gračanica, Junik, Klokot-Vrbovac, Mamuša, Parteš și Ranilug).